# Þverárfjallsvegur
Der Þverárfjallsvegur 73 ist eine Hauptstraße im Nordwesten von Island.
Vor dem 6. November 2023 war der Þverárfjallsvegur  die 39,51 km lange Hauptstraße zwischen dem Skagastrandarvegur  und der Sauðárkróksbraut .
Dann wurde ein neuer 8,5 km langer Abschnitt förmlich eröffnet, der nýr (isländisch neuer) Þverárfjallsvegur genannt wird.
Er verbindet das westliche Ende der Straße direkt mit der Ringstraße .
Der Þverárfjallsvegur bekam die neue Nummer 73, die vorher nicht vergeben war.